# Copa Africana de Naciones Sub-20 2017
La Copa Africana de Naciones Sub-20 de 2017 fue la 20.ª edición del torneo internacional bienal de fútbol sub-20 organizado por la Confederación Africana de Fútbol (CAF). El campeonato se llevó a cabo en Zambia del 26 de febrero al 12 de marzo. Otorgó cuatro cupos para la Copa Mundial de Fútbol Sub-20 de 2017 que se disputará en Corea del Sur.
Los sorteos fueron realizados durante el Comité Ejecutivo de la CAF el 5 de febrero de 2016 en Kigali, Ruanda.

## Equipos participantes
| Equipos participantes | Equipos participantes | Equipos participantes | Equipos participantes | Equipos participantes |
| --------------------- | --------------------- | --------------------- | --------------------- | --------------------- |
| Camerún               | Egipto                | Guinea                | Malí                  |                       |
| Sudán                 | Senegal               | Sudáfrica             | Zambia                |                       |

## Sedes
| Lusaka                                      | Zambia       | Ndola                                    |
| ------------------------------------------- | ------------ | ---------------------------------------- |
| Estadio Héroes Nacionales Capacidad: 60 000 | Lusaka Ndola | Estadio Levy Mwanawasa Capacidad: 50 000 |
|                                             | Lusaka Ndola |                                          |

## Sorteo
El sorteo para la fase de grupos del torneo tuvo lugar el 24 de octubre de 2016, a las 11:00 hora local (UTC+2) en la sede de la CAF en El Cairo.
Los equipos fueron ubicados en cada bombo de acuerdo al rendimiento en la pasada edición (fase final del torneo y clasificatorias).
| Bombo 1                                                                              | Bombo 2            | Bombo 3            | Bombo 4          |
| ------------------------------------------------------------------------------------ | ------------------ | ------------------ | ---------------- |
| - Zambia (anfitrión, asignado como A1) - Senegal (Subcampeón 2015, asignado como B1) | - Malí - Sudáfrica | - Camerún - Egipto | - Sudán - Guinea |

## Árbitros Oficiales
Los árbitros escogidos son en total 13 centrales y 14 líneas o jueces asistentes:
Árbitros
| - Martins De Carvalho - Juste Ephrem Zio - Thierry Nkurunziza - Antoine Max Effa Essouma - Joshua Bondo | - Victor Miguel Gomes - Ibrahim Nourdin - Ahmed Toure Sekou - Sadok Selmi | - Jackson Pavaza - Louis Hakizimana - Maguette Ndiaye - Wisdom Chewe |

Árbitros asistentes
| - Mokrani Gourari - Issa Yahya - Steven Danilek M. Moyo - Sosseh Sulayman - Sidiki Sidibe | - Cheruiyot Gilbert - Mark Ssonko - Warr Adbelrahman - Nabina Blaise Sebutu - Toure sengne cheikh | - Eldrick Adelaide - Khumalo Steven - Diakite Moriba - Kasengele Romeo |

## Resultados
Los dos primeros de cada grupo pasan a la siguiente ronda.
Los horarios corresponden a la hora local de Zambia (UTC+2).
|  | Clasificado para la Copa Mundial de Fútbol Sub-20 de 2017 y las semifinales. |

### Grupo A
| Equipo | Pts | PJ | PG | PE | PP | GF | GC | Dif |
| ------ | --- | -- | -- | -- | -- | -- | -- | --- |
| Zambia | 9   | 3  | 3  | 0  | 0  | 10 | 2  | 8   |
| Guinea | 4   | 3  | 1  | 1  | 1  | 4  | 4  | 0   |
| Egipto | 2   | 3  | 0  | 2  | 1  | 2  | 4  | -2  |
| Malí   | 1   | 3  | 0  | 1  | 2  | 3  | 9  | -6  |

| 26 de febrero de 2017, 15:00 | Zambia   | 1:0 (0:0) | Guinea | Estadio Héroes Nacionales, Lusaka |                              |
|                              | Daka 48' | Reporte   |        | Árbitro(s): Juste Ephrem Zio      | Árbitro(s): Juste Ephrem Zio |

| 26 de febrero de 2017, 18:00 | Egipto | 0:0     | Malí | Estadio Héroes Nacionales, Lusaka |                          |
|                              |        | Reporte |      | Árbitro(s): Victor Gomes          | Árbitro(s): Victor Gomes |

| 1 de marzo de 2017, 15:00 | Guinea    | 1:1 (0:1) | Egipto      | Estadio Héroes Nacionales, Lusaka |                            |
|                           | Toure 80' | Reporte   | Abdalla 38' | Árbitro(s): Jackson Pavaza        | Árbitro(s): Jackson Pavaza |

| 1 de marzo de 2017, 18:00 | Malí     | 1:6 (1:3) | Zambia                                                         | Estadio Héroes Nacionales, Lusaka |                          |
|                           | Karim 5' | Reporte   | F. Sakala 8' 66' · E. Banda 25' · Mwepu 38' · Chilufya 51' 54' | Árbitro(s): Joshua Bondo          | Árbitro(s): Joshua Bondo |

| 4 de marzo de 2017, 15:00 | Zambia                       | 3:1 (0:1) | Egipto     | Estadio Héroes Nacionales, Lusaka |                                 |
|                           | Daka 51' 90' · F. Sakala 73' | Reporte   | Nedvěd 36' | Árbitro(s): Martins De Carvalho   | Árbitro(s): Martins De Carvalho |

| 4 de marzo de 2017, 15:00 | Guinea                                      | 3:2 (0:1) | Malí                             | Estadio Levy Mwanawasa, Ndola        |                                      |
|                           | M. Sylla 49' (pen.) 59' · M. Aly Camara 72' | Reporte   | Koïta 2' · M. Diakité 52' (pen.) | Árbitro(s): Antoine Max Effa Essouma | Árbitro(s): Antoine Max Effa Essouma |

### Grupo B
| Equipo    | Pts | PJ | PG | PE | PP | GF | GC | Dif |
| --------- | --- | -- | -- | -- | -- | -- | -- | --- |
| Senegal   | 7   | 3  | 2  | 1  | 0  | 7  | 4  | 3   |
| Sudáfrica | 6   | 3  | 2  | 0  | 1  | 9  | 6  | 3   |
| Camerún   | 3   | 3  | 1  | 0  | 2  | 5  | 6  | -1  |
| Sudán     | 1   | 3  | 0  | 1  | 2  | 3  | 8  | -5  |

| 27 de febrero de 2017, 15:00 | Senegal   | 1:1 (0:1) | Sudán               | Estadio Levy Mwanawasa, Ndola |                             |
|                              | Niane 89' | Reporte   | Mutwakil 21' (pen.) | Árbitro(s): Ibrahim Nourdin   | Árbitro(s): Ibrahim Nourdin |

| 27 de febrero de 2017, 18:00 | Camerún  | 1:3 (1:2) | Sudáfrica                | Estadio Levy Mwanawasa, Ndola  |                                |
|                              | Ayuk 14' | Reporte   | Singh 16' 26' (pen.) 57' | Árbitro(s): Thierry Nkurunziza | Árbitro(s): Thierry Nkurunziza |

| 2 de marzo de 2017, 15:00 | Sudán          | 1:4 (0:1) | Camerún                                     | Estadio Levy Mwanawasa, Ndola |                          |
|                           | W. Mohamed 79' | Reporte   | Ketu 8' · Ayuk 51' · Gouet 74' · Mbaizo 89' | Árbitro(s): Wisdom Chewe      | Árbitro(s): Wisdom Chewe |

| 2 de marzo de 2017, 18:00 | Sudáfrica                          | 3:4 (2:0) | Senegal                                  | Estadio Levy Mwanawasa, Ndola |                              |
|                           | Jordan 1' · Malepe 24' · Singh 81' | Reporte   | Ndiaye 49' · Diagne 54' 61' · Diatta 70' | Árbitro(s): Louis Hakizimana  | Árbitro(s): Louis Hakizimana |

| 5 de marzo de 2017, 15:00 | Senegal                | 2:0 (1:0) | Camerún | Estadio Levy Mwanawasa, Ndola |                          |
|                           | Niane 45' · Diatta 48' | Reporte   |         | Árbitro(s): Joshua Bondo      | Árbitro(s): Joshua Bondo |

| 5 de marzo de 2017, 15:00 | Sudán     | 1:3 (1:1) | Sudáfrica                                | Estadio Héroes Nacionales, Lusaka |                               |
|                           | Osman 24' | Reporte   | Mahlambi 13' · Margeman 60' · Mbatha 66' | Árbitro(s): Ahmed Toure Sekou     | Árbitro(s): Ahmed Toure Sekou |

## Segunda Fase

### Cuadro Final
|  | Semifinales         | Semifinales        |   |                      | Final                | Final |  |
|  |                     |                    |   |                      |                      |       |  |
|  |                     |                    |   |                      |                      |       |  |
|  | 8 de marzo - Lusaka |                    |   |                      |                      |       |  |
|  | Zambia (t. s.)      | 1                  |   |                      |                      |       |  |
|  | Sudáfrica           | 0                  |   |                      |                      |       |  |
|  |                     |                    |   |                      |                      |       |  |
|  |                     |                    |   |                      | 12 de marzo - Lusaka |       |  |
|  |                     |                    |   |                      | Zambia               | 2     |  |
|  |                     | Senegal            | 0 |                      |                      |       |  |
|  |                     |                    |   |                      |                      |       |  |
|  |                     |                    |   |                      |                      |       |  |
|  |                     |                    |   |                      | Tercer lugar         |       |  |
|  | 9 de marzo - Ndola  | 9 de marzo - Ndola |   | 12 de marzo - Lusaka | 12 de marzo - Lusaka |       |  |
|  | Senegal             | 1                  |   | Sudáfrica            | 1                    |       |  |
|  | Guinea              | 0                  |   |                      | Guinea               | 2     |  |

### Semifinales
| 8 de marzo de 2017, 18:00 | Zambia        | 1:0 (0:0, 0:0) (t. s.)(1:0 t. s.) | Sudáfrica | Estadio Héroes Nacionales, Lusaka |                         |
|                           | Chilufya 109' | Reporte                           |           | Árbitro(s): Sadok Selmi           | Árbitro(s): Sadok Selmi |

| 9 de marzo de 2017, 18:00 | Senegal   | 1:0 (1:0) | Guinea | Estadio Levy Mwanawasa, Ndola |                              |
|                           | Badji 13' | Reporte   |        | Árbitro(s): Louis Hakizimana  | Árbitro(s): Louis Hakizimana |

### Tercer Puesto
| 12 de marzo de 2017, 14:00 | Sudáfrica | 1:2 (1:1) | Guinea                                  | Estadio Héroes Nacionales, Lusaka |                              |
|                            | Jordan 5' | Reporte   | Mohamme 7' (a.g.) · Bangoura 85' (pen.) | Árbitro(s): Juste Ephrem Zio      | Árbitro(s): Juste Ephrem Zio |

### Final
| 12 de marzo de 2017, 17:30 | Zambia                  | 2:0 (2:0) | Senegal | Estadio Héroes Nacionales, Lusaka |                                |
|                            | Daka 16' · Chilufya 34' | Reporte   |         | Árbitro(s): Thierry Nkurunziza    | Árbitro(s): Thierry Nkurunziza |

| Bandera de Zambia |
| Campeón Zambia    |
| 1.er título       |

## Clasificados a la Copa Mundial de Fútbol Sub-20 Corea del Sur 2017
| Bandera de Zambia | Bandera de Guinea | Bandera de Senegal | Bandera de Sudáfrica |
| Zambia            | Guinea            | Senegal            | Sudáfrica            |
| ----------------- | ----------------- | ------------------ | -------------------- |

## Goleadores
| Jugador          | Equipo    | Goles |
| ---------------- | --------- | ----- |
| Luther Singh     | Sudáfrica | 4     |
| Edward Chilufya  | Zambia    | 4     |
| Patson Daka      | Zambia    | 4     |
| Fashion Sakala   | Zambia    | 3     |
| Eric Ayuk        | Camerún   | 2     |
| Morlaye Sylla    | Guinea    | 2     |
| Ousseynou Diagne | Senegal   | 2     |
| Ibrahima Niane   | Senegal   | 2     |
| Krépin Diatta    | Senegal   | 2     |

## Jugador del partido
Al finalizar cada encuentro se eligió a un jugador como el mejor del partido, el premio fue otorgado al jugador con mayor incidencia en el juego y se denominó oficialmente Total Man of the Match.
| Fase de grupos - 1.ª ronda | Fase de grupos - 1.ª ronda | Fase de grupos - 2.ª ronda | Fase de grupos - 2.ª ronda | Fase de grupos - 3.ª ronda | Fase de grupos - 3.ª ronda | Segunda fase        | Segunda fase |
| Jugador                    | Partido                    | Jugador                    | Partido                    | Jugador                    | Partido                    | Jugador             | Partido      |
| -------------------------- | -------------------------- | -------------------------- | -------------------------- | -------------------------- | -------------------------- | ------------------- | ------------ |
| Patson Daka                | 1 : 0                      | Yamadou Toure              | 1 : 1                      | Enock Mwepu                | 1 : 3                      | Edward Chilufya     | 1 : 0        |
| Sekou Koita                | 0 : 0                      | Fashion Sakala             | 1 : 6                      | Morlaye Sylla              | 3 : 2                      | Jean Jacques Ndecky | 1 : 0        |
| Krepin Diatta              | 1 : 1                      | Eric Ayuk                  | 1 : 4                      | Krepin Diatta              | 2 : 0                      | Mohamed Aly Camara  | 1 : 2        |
| Luther Singh               | 1 : 3                      | Ousseynou Diagne           | 3 : 4                      | Sibongakonke Mbatha        | 1 : 3                      | Mangani Banda       | 2 : 0        |